# Papafléssas (Grèce)
Papafléssas (grec moderne : Παπαφλέσσας) est un village (et une ancienne municipalité) de Messénie, sur les pentes du mont Ithômé, dans le Péloponnèse, en Grèce. Depuis la réforme Kallikratis, il fait partie de la municipalité de Pylos-Nestor (42 137 km2), dont il forme un arrondissement de 1.316 habitants au recensement de 2011. La municipalité de Pylos-Nestor compte cinq arrondissements (τοπική κοινότητα littéralement « collectivités territoriales ») : Vlachopoulo (siège), Metamorphosi, Maniaki, Papaflessas et Margeli.
En 1915, le nom de Papaflessas a été donné à ce village, auparavant nommé Κοντογόνι (Kontogoni), en mémoire de Yeóryios Phléssas, un prêtre grec et combattant révolutionnaire.

## Source
- Christos Hadgijoseph (dir.), Ιστορία της Ελλάδας του 20ού αιώνα (Histoire de la Grèce jusqu'au XXe siècle) en 5 tomes, édit. Bibliorama, Athènes 2002-2006